# Robert Vernay
Pour les articles homonymes, voir Vernay.
Robert Georges Viandon, connu sous le pseudonyme Robert Vernay, né le 30 mai 1907 à Paris et mort le 17 octobre 1979 dans la même ville, est un réalisateur et scénariste français.

## Biographie
Robert Vernay était marié à la comédienne France Asselin. Il est le père de la dessinatrice Nicole Lambert, auteur des Triplés.
Il meurt à l'âge de 72 ans le 17 octobre 1979 à Paris, et est inhumé au columbarium du cimetière du Père-Lachaise (division 87, case n° 10 632, reprise).

## Filmographie

### Comme réalisateur
- 1932 : L'Éternelle Chanson
- 1933 : Le Béguin de la garnison (coréalisateur : Pierre Weill)
- 1934 : Prince des Six Jours
- 1936 : Deux chez les nudistes[3]
- 1942 : La Femme que j'ai le plus aimée
- 1943 : Le Comte de Monte-Cristo
- 1943 : Arlette et l'Amour
- 1945 : Le Père Goriot
- 1946 : Le Capitan - également scénariste
- 1947 : Aux portes du monde saharien
- 1948 : Fort de la solitude
- 1948 : Émile l'Africain
- 1949 : Fantômas contre Fantômas - également scénariste
- 1950 : Véronique
- 1950 : Plus de vacances pour le Bon Dieu - également scénariste
- 1951 : Andalousie - également scénariste
- 1952 : Ils sont dans les vignes
- 1953 : Quitte ou double
- 1954 : Le Comte de Monte-Cristo - également scénariste
- 1955 : Sur le banc
- 1955 : La Rue des bouches peintes - également scénariste
- 1956 : Ces sacrées vacances - également scénariste
- 1956 : Les carottes sont cuites - également scénariste
- 1956 : Les Lumières du soir (Mère abandonnée) - également scénariste
- 1957 : Le Coin tranquille - également scénariste
- 1957 : Quelle sacrée soirée
- 1957 : Fumée blonde - également scénariste
- 1958 : Madame et son auto - également scénariste
- 1959 : Drôles de phénomènes - également scénariste
- 1960 : Monsieur Suzuki - également scénariste
- 1960 : Tête folle
- 1961 : Le bourreau attendra (Fuga desesperada)
- 1962 : L'inspecteur Leclerc enquête (série télévisée)
- 1965 : Les Aventures de Bob Morane (série télévisée)
- 1965 : Passeport diplomatique agent K 8

### Comme assistant réalisateur
- 1932 : L'Affaire de la rue Mouffetard de Pierre Weill
- 1934 : Maria Chapdelaine de Julien Duvivier
- 1935 : Golgotha de Julien Duvivier
- 1935 : La Bandera de Julien Duvivier
- 1936 : La Belle Équipe de Julien Duvivier
- 1936 : L'Homme du jour de Julien Duvivier
- 1938 : Café de Paris d'Yves Mirande et Georges Lacombe
- 1943 : Untel père et fils de Julien Duvivier